# Nikola Matijasevic
Nikola Matijasevic, né le 5 juillet 1953 , est un entraîneur de volley-ball franco-serbe. Il entraîne les clubs de Beauvais (2001-2006), Tunis (2007-2008), Cesis (Lettonie) (2008-2009), Chaumont (2009-2014), Rennes (2014-2020), Salonique (2021) et Cannes (depuis décembre 2021).
Il devient également sélectionneur national de la Bosnie-Herzégovine en 2011 et du Monténégro en 2013.
Il est appelé en sélection de Yougoslavie est obtient une médaille de bronze au championnat d'Europe de volley-ball masculin 1975.
Il a épousé Dragoslava, membre de l'équipe de Yougoslavie de basket-ball féminine. Il a deux enfants, un fils Georges Matijasevic ancien joueur de tennis qui a atteint les quarts de finale de l'Orange Bowl et a une fille Ana Matijasevic ancienne tenniswoman qui est depuis associée à son frère George, fondateur de la LZ Sports,.

## Palmarès et bilan des clubs entraîné par saison
Beauvais Oise UC
| Saison    | Division    | Saison régulière | Phase finale    | Coupe de France    | Coupes d'Europe |
| --------- | ----------- | ---------------- | --------------- | ------------------ | --------------- |
| 2001-2002 | Nationale 1 | 1er              | Finaliste       | 3e tour            | -               |
| 2002-2003 | Pro B       | 1er              | Finaliste       | Huitième de finale | -               |
| 2003-2004 | Pro A       | 11e              | NA              | Huitième de finale |                 |
| 2004-2005 | Pro A       | 9e               | NA              | Huitième de finale |                 |
| 2005-2006 | Pro A       | 7e               | Quart de finale | Huitième de finale |                 |

Espérance sportive de Tunis
| Saison    | Division   | Championnat de Tunisie | Coupe de Tunisie | Super coupe de Tunisie | Coupe arabe des clubs champions |
| --------- | ---------- | ---------------------- | ---------------- | ---------------------- | ------------------------------- |
| 2007-2008 | Division 1 | 1er                    | -                | 1er                    | 2e                              |

SK Cēsis
| Saison    | Division   | Championnat de Lettonie | Coupe de Lettonie | Ligue des champions | Coupes d'Europe |
| --------- | ---------- | ----------------------- | ----------------- | ------------------- | --------------- |
| 2008-2009 | Division 1 | ?                       | ?                 | -                   | -               |

Chaumont Volley-Ball 52,
| Saison    | Division | Saison régulière | Phase finale    | Coupe de France | Coupes d'Europe    |
| --------- | -------- | ---------------- | --------------- | --------------- | ------------------ |
| 2009-2010 | Ligue B  | 2e               | —               |                 | —                  |
| 2010-2011 | Ligue B  | 4e               | Demi-finales    | Demi finale     | —                  |
| 2011-2012 | Ligue B  | 2e               | Vainqueur       | Troisième tour  | —                  |
| 2012-2013 | Ligue A  | 4e               | Quart de finale | Quart de finale | —                  |
| 2013-2014 | Ligue A  | 5e               | Demi-finale     | Demi-finale     | Huitième de finale |

Rennes Volley 35,
| Saison    | Division | Saison régulière | Phase finale            | Coupe de France | Coupes d'Europe |
| --------- | -------- | ---------------- | ----------------------- | --------------- | --------------- |
| 2014-2015 | Ligue B  | 6e               | Quarts de finale        | 1/8             |                 |
| 2015-2016 | Ligue B  | 1er              | Finaliste               | Finaliste       |                 |
| 2016-2017 | Ligue B  | 3e               | Vainqueur des play-offs | 1/16            |                 |

## Équipes nationales
| Pays               | De          | À        |
| Bosnie-Herzégovine | août 2011   | mai 2012 |
| Monténégro,        | 23 mai 2013 | mai 2014 |